# Natan Węgrzycki-Szymczyk
Natan Węgrzycki-Szymczyk, född 5 januari 1995, är en polsk roddare.
Węgrzycki-Szymczyk tävlade för Polen vid olympiska sommarspelen 2016 i Rio de Janeiro, där han slutade på 7:e plats i singelsculler.